# Marwicko
Marwicko (Roztocz) – jezioro na Równinie Gorzowskiej, na północny zachód od Gorzowa Wielkopolskiego w województwie lubuskim, w powiecie gorzowskim, w gminie Lubiszyn.

## Charakterystyka
Jest to jezioro polodowcowe, typu moreny dennej. Południowa część jeziora jest głębsza, północna charakteryzuje się rozległym wypłyceniem. Posiada ono dopływ będący niewielkim rowem melioracyjnym oraz odpływ Kanałem Myślańskim, który pośrednio, przez system rowów melioracyjnych, odprowadza wody do rzeki Myśli. Zlewnia całkowita jeziora Marwicko obejmuje swym zasięgiem różnego typu warunki terenowe: lasy, łąki, tereny bagienne i pola uprawne. Są to tereny w przewadze nizinne, znaczny procent zajmują obszary podmokłe – sieć rowów melioracyjnych jest bardzo bogata. Lasy na terenie zlewni bezpośredniej należą do Puszczy Gorzowskiej.

## Morfometria
Powierzchnia jeziora wynosi 140,3 ha, a objętość – 4853,6 tys. m³. Długość maksymalna wynosi 1670 m, szerokość maksymalna 1230 m, linia brzegowa ogółem 5100 m. Powierzchnia zlewni całkowitej wynosi 51,7 km².
Według badań przeprowadzonych przez Wojewódzki Inspektorat Ochrony Środowiska w Gorzowie Wlkp. w 2004 r., zaliczono je do II klasy czystości wód jeziorowych. Zbiornik jest w sezonie letnim wykorzystywany na cele wypoczynkowe. Na południowym brzegu znajduje się plaża; nie ma ośrodków wypoczynkowych.

## Nazwa
Jezioro wzmiankowane było po raz pierwszy w 1300 r. jako magna Stechow w nadaniu cystersom z Kołbacza, dla filii w Mironicach. W kolejnych wiekach należało do Marwic i nazywane było Marwitzer Steg See (1856), Steg See (1893, 1944), po 1945 r. nadano nazwę Marwicko.